# Jacques-Louis David
Jacques-Louis David (wym. [ʒakkə-lwi davi]; ur. 30 sierpnia 1748 w Paryżu, zm. 29 grudnia 1825 w Brukseli) – francuski malarz, główny reprezentant klasycyzmu, nadworny malarz Napoleona Bonapartego. Uważany za filar sztuki oświecenia, oficjalny artysta rewolucji francuskiej, stworzył czytelny i nośny symbol rewolucyjny – Przysięgę Horacjuszy.

## Życiorys
Studiował w pracowniach François Bouchera i Josepha-Marie Viena. Udał się z nim razem do Rzymu i tam pod wpływem malarstwa nowożytnego oraz rzeźb antyku odsunął się od malarstwa rokokowego. W roku 1774 otrzymał Prix de Rome. W latach 1775–1780 namalował Portret konny Stanisława Kostki Potockiego oraz obraz przedstawiający oślepionego, żebrzącego Belizariusza.
Po powrocie do Paryża w roku 1780, został w 1783 roku przyjęty do Akademii, za obraz Cierpienie Andromachy. Uznanie zyskał obrazem wykonanym na zlecenie króla Francji Ludwika XVI Przysięga Horacjuszy (1784, obecnie w Luwrze), wpisującym się w modę na cnoty rzymskie w okesie poprzedzającym Rewolucję. Bezpośrednio z wydarzeniami Rewolucji związane są m.in. niedokończony obraz Przysięga rewolucjonistów, malowany na polecenie Zgromadzenia Ustawodawczego oraz Śmierć Marata, Przysięga w sali do gry w piłkę (1790). David chętnie sięgał po tematy antyczne, do najbardziej znanych płócien z tego nurtu, obok Horacjuszy, należą Śmierć Sokratesa (1787), Brutus(1789), Sabinki (1799), Leonidas w wąwozie Termopile (1814).
Jako członek Corps Electoral Paryża i deputowany Konwentu Narodowego głosował w 1792 roku za śmiercią króla. Zasiadał w Komitecie Bezpieczeństwa Powszechnego. Aresztowany jako przyjaciel Robespierre’a; uratowała go amnestia z 1795 roku.
Marzeniem artysty było stworzenie rewolucyjnej mody odpowiadającej rewolucyjnym ideałom, projektował też dekoracje na uroczystości państwowe oraz meble, w tym komplet mebli wzorowanych na meblach rzymskich do swego atelier, który został wykonany przez czołowego ebenistę tamtych czasów Georges’a Jacoba.
Napoleon mianował go w roku 1804 swym nadwornym malarzem i z tego okresu pochodzą główne dzieła Davida: Bonaparte na przełęczy Wielkiego św. Bernarda, Le sacre zwany Koronacją Napoleona (1805–1807), portret Napoleona w stroju koronacyjnym i Rozdanie orłów w 1810 roku. Był też portrecistą (portret Madame Récamier na szezlongu).
Po upadku Napoleona musiał uchodzić z Francji jako „królobójca”; w roku 1816 osiadł w Brukseli gdzie nadal malował, skupiając swoje dzieła wokół starożytności oraz mitologii (Gniew Achillesa 1819). Wiek Jacques-Louisa sprawił, że dzieła te nie dorównywały już poprzednim.
Jacques-Louis David wywarł decydujący wpływ na malarstwo francuskie i belgijskie XIX wieku. Pozostawił ponad czterystu uczniów, z których najwybitniejszymi byli m.in.: Antoine-Jean Gros, François Gérard, Jean-Germain Drouais, Anne-Louis Girodet de Roussy-Trioson, Jean-Auguste-Dominique Ingres, François Rude, Jean-Baptiste Isabey czy François Marius Granet; z Polaków m.in. Antoni Brodowski.

## Obrazy
| tytuł                                                          | rok powstania | lokalizacja                                      |  |
| -------------------------------------------------------------- | ------------- | ------------------------------------------------ |  |
| Portret konny Stanisława Kostki Potockiego                     | 1781          | Polska, Muzeum Pałacu Króla Jana III w Wilanowie |  |
| Przysięga Horacjuszy                                           | 1784          | Francja, Luwr                                    |  |
| Śmierć Sokratesa                                               | 1787          | Stany Zjednoczone, Metropolitan Museum of Art    |  |
| Śmierć Marata                                                  | 1793          | Belgia, Królewskie Muzea Sztuk Pięknych          |  |
| Koronacja Napoleona                                            | 1806          | Francja, Luwr                                    |  |
| Żebrzący Belizariusz                                           | 1781          | Francja, Palais des Beaux-Arts w Lille           |  |
| Andromacha opłakująca Hektora                                  | 1783          | Francja, Luwr                                    |  |
| Portret pana Lavoisier i jego żony                             | 1788          | Stany Zjednoczone, Metropolitan Museum of Art    |  |
| Miłość Parysa i Heleny                                         | 1788          | Francja, Luwr                                    |  |
| Liktorzy przynoszą Brutusowi ciała jego synów                  | 1789          | Francja, Luwr                                    |  |
| Portret Madame de Verninac                                     | 1799          | Francja, Luwr                                    |  |
| Porwanie Sabinek                                               | 1799          | Francja, Luwr                                    |  |
| Portret pani Récamier                                          | 1800          | Francja, Luwr                                    |  |
| Napoleon przekraczający Przełęcz Świętego Bernarda w 1800 roku | 1801          | Francja, pałac wersalski                         |  |
| Pius VII                                                       | 1805          | Francja, Luwr                                    |  |
| Safona i Faon                                                  | 1809          | Petersburg, Ermitaż                              |  |
| Napoleon w swoim gabinecie                                     | 1812          | Stany Zjednoczone, National Gallery of Art       |  |
| Leonidas pod Termopilami                                       | 1814          | Francja, Luwr                                    |  |
| Étienne-Maurice Gérard                                         | 1816          | Stany Zjednoczone, Metropolitan Museum of Art    |  |